# Regla de Rapoport
La regla de Rapoport es un principio biogeográfico que postula que, según desciende la latitud, puede observarse una disminución de la extensión geográfica de las especies tanto animales como vegetales.
En su libro sobre areografía, Rapoport observa esta relación para mamíferos de Norteamérica y Asia (cap. 9 pag. 135 en adelante).

## Historia
Stevens (1989) denominó la regla en honor del profesor y ecólogo argentino Eduardo H. Rapoport (1927), quien había proporcionado anteriormente evidencias del fenómeno de las subespecies de mamíferos (Rapoport 1975, 1982). Stevens usó la regla para explicar la mayor diversidad de especies en los trópicos en el sentido de que los gradientes latitudinales en la diversidad de especies y la regla tenían datos idénticos de excepciones y por ello debían de tener la misma causa subyacente. Rangos estrechos en los trópicos facilitarían a más especies a coexistir. Más tarde, Stevens amplió la regla a gradientes altitudinales, argumentando que los rangos altitudinales son más extensos a mayores elevaciones (Stevens 1992), y para los amplios gradientes en los océanos (Stevens 1996). La regla ha sido el centro de un intenso debate y ha dado mucho impulso a la exploración de los patrones de distribución de plantas y animales. El artículo original de Stevens ha sido citado alrededor de 330 veces en la literatura científica.